# Lijst van Apeldoorners
Deze lijst van Apeldoorners betreft bekende personen die in de Nederlandse stad Apeldoorn zijn geboren of er woonachtig zijn geweest.

## Ereburger

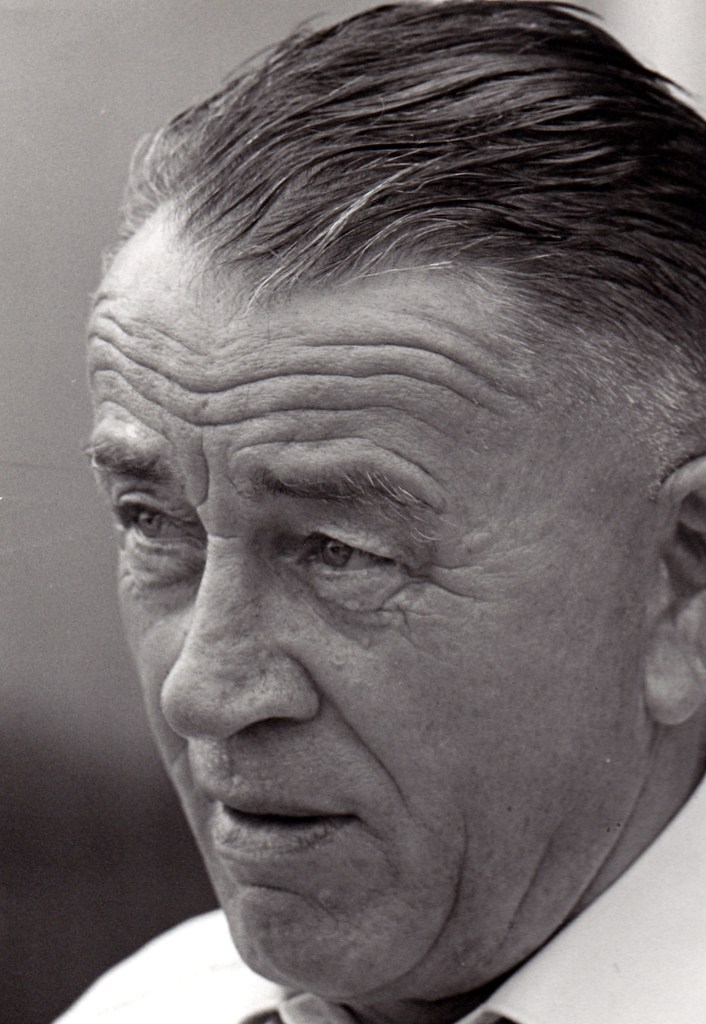
Gerrit Rijke

- Margriet der Nederlanden (Ottawa, Canada 1943), prinses
- Pieter van Vollenhoven (Schiedam 1939), echtgenoot van prinses Margriet
- Gerrit Rijke (Rotterdam 1906 - Apeldoorn 1995), militair, ambtenaar sportzaken
- John Berends (Zwolle 1956), burgemeester

## Geboren

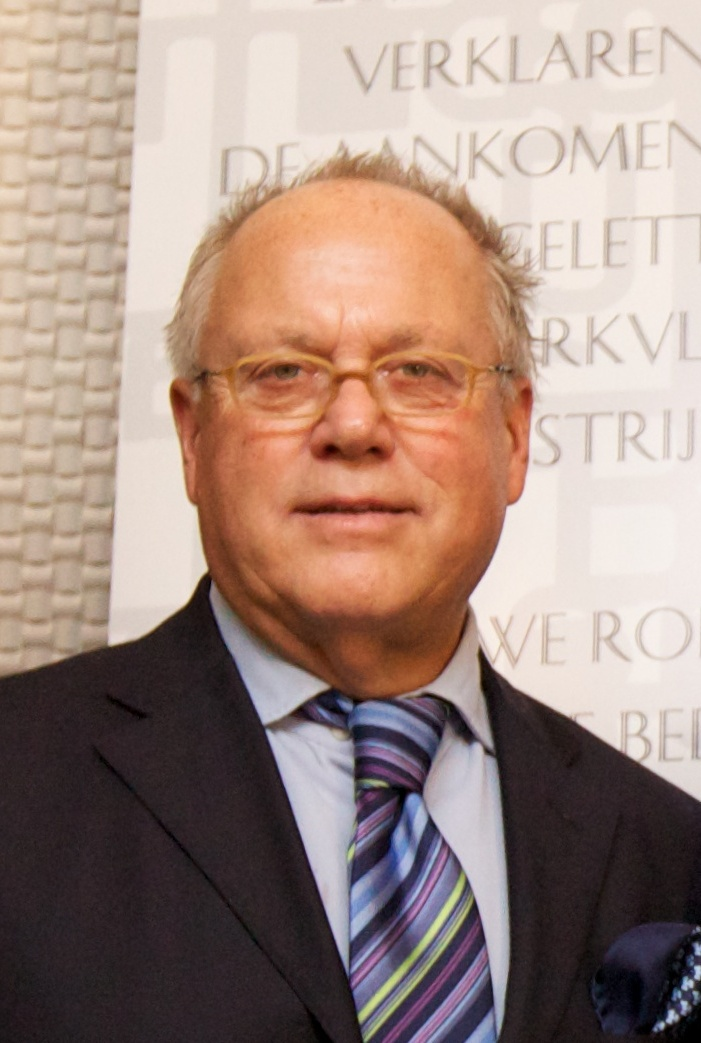
Joop Braakhekke

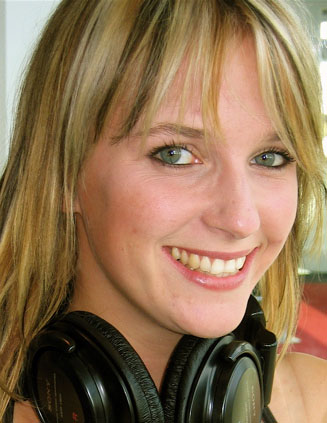
Nienke Disco

### A
- Anne Peter Floris Arnold Jan Albarda (1900-1956), burgemeester
- Marjolein van Asselt, hoogleraar

### B
- Etienne Bagchus (1940-2012), beeldhouwer en kunstschilder
- Luuk Balkestein (1954), voetballer
- Jaap Bar (1917), acteur
- Gerrit Jan Bartels (1985), voetballer
- Andries van Beek (1909-1944), verzetsstrijder
- Cynthia Beekhuis (1990), voetbalster
- Steven Berghuis (1991),  voetballer
- Cor Bernard (1934-2021), burgemeester
- Willem Bierman (1948), dichter
- Arjan Bisseling (1979), voetballer
- Jacob Eliza Boddens Hosang (1899-1958), burgemeester
- Matthijs van Bon (1974), wielrenner
- Léon van Bon (1972), wielrenner, fotograaf
- Willem Harold Boog (1964), organist, componist, dirigent
- Ria Borkent (1950), schrijfster en dichteres
- Joy Bosz (2002), youtuber
- Peter Bosz (1963),  voetballer en voetbalcoach
- Joop Braakhekke (1941-2016), restauranthouder en televisiekok
- Hans Bronkhorst (1922-2007), redacteur, journalist, schrijver en vertaler
- Michael Brouwer (1993), voetballer
- Jaime Bruinier (1987), voetballer
- Eppo Bruins (1969), wetenschapper, natuurkundige en politicus
- Hanke Bruins Slot (1977),  hockeyer, militair en politicus
- Harm Bruins Slot (Nijkerk 1948),  burgemeester van Apeldoorn 1994-1998
- Priscilla Büchele (1991),  zangeres
- Veerle Buchwald (2005), volleybalster
- Frans Buijserd (1952), wethouder van Apeldoorn en burgemeester
- Ieke van den Burg (1952-2014), politica en bestuurder
- Gon Buurman (1939-2023), fotografe

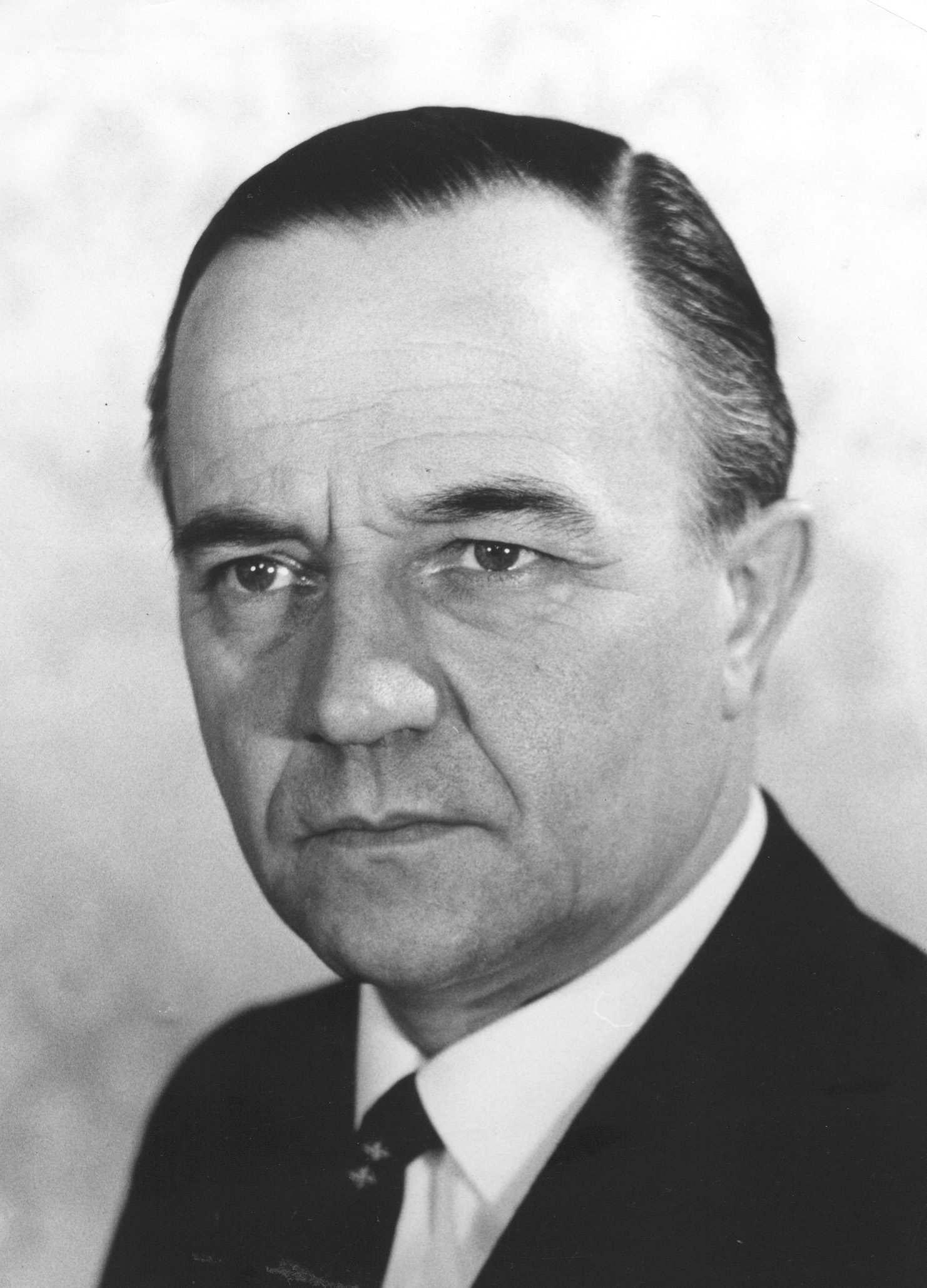
Piet de Jong

### C
- Yasemin Çegerek (1977), politica
- L.J.A.D. Creyghton (1954), fotograaf en beeldend kunstenaar

### D
- Tom van Deel (1945-2019), dichter
- Dorien Dijkhuis (1978), schrijver, dichter en journalist
- Kevin Diks (1996), voetballer
- Nienke Disco (1979), belspelpresentatrice, radio-dj

### E
- Jos Eggink (1984), Nederlands diskjockey
- Sebastiaan van 't Erve (1977), burgemeester
- Henk van Essen (1960), korpschef van de Nationale Politie

### G
- Berthold Gunster (1959), schrijver

### H
- N. John Habraken (1928-2023), architect
- Emile Hartkamp (1959), muziekproducent, componist, tekstschrijver, zanger
- Marco Heering (1970), voetballer en voetbaltrainer
- Arjan van Hees (1981), predikant en organist
- Berend Hendriks (1918-1997), beeldend kunstenaar
- Bertus Hendriks (1942), journalist
- Willem Hesseling (1950), beeldend kunstenaar
- Karel Hoekendijk (1904-1987), evangelist
- Tom Hofland (1990), schrijver
- Ingeborg ten Hoopen (1958), beeldend kunstenares
- Frans Horsthuis (1921-2018), priester en schrijver
- Marije van Hunenstijn (1995), atlete

### J
- Emile Jansen (1959-2024), acteur
- Eelke de Jong (1935-1987), journalist en schrijver
- Piet de Jong (1915-2016), premier
- Guus de Jonge (1924-2015), kinderarts
- Jeroen Jongeleen (1967), beeldend kunstenaar
- Michiel Jurrjens (1995), radio-dj

### K
- Thom Karremans (1948), militair
- Claartje Keur (1938), beeldend kunstenaar, fotograaf en verzamelaar van sieraden
- Wijnand van Klaveren (1975), pianist, organist, componist & arrangeur
- Albert Kliest (1954), beeldhouwer
- Frits Klinkenberg (1901-1977), collaborateur, burgemeester
- Sanne Konijnenberg (2004), volleybalster
- Gido Oude Kotte (1980), politicus
- Marita Kramer (2001), schansspringster
- Anneke Krijnen (1943), politica
- Mart de Kruif (1958), luitenant-generaal bij de Koninklijke Landmacht

### L
- Ernst Leeflang (1906-1994), orgelbouwer
- Lisanne Leeuwenkamp (1996), sopraanzangeres
- Dennis Licht (1984), atleet
- Gert-Jan Liefers (1978), atleet
- Jos Lindeboom (1906-1972), burgemeester
- Arend Lijphart (1936), politicoloog
- Jop van der Linden (1990), voetballer
- Tim Linthorst (1994), voetballer

### M
- Jessie Maya (1996), youtuber
- Ep Meijer (1959), schrijver
- Wilhelm Johannes Mennes (1861-1921), dirigent, muziekpedagoog en gelegenheidscomponist
- Rihairo Meulens (1988), voetballer
- Ruud Monster (1953-2023), cineast
- Gerard Mooyman (1923-1987), oorlogsmisdadiger
- Dick Mulderij (1949-2020), voetballer
- Eduard Hendrik Mulder (1918-1990), politicus

### N
- G. van Nes-Uilkens (1877-1952), schrijfster

### O
- Gido Oude Kotte (1980), politicus, burgemeester
- Thomas Oude Kotte (1996), voetballer

### P
- Stefan Paas (1969), theoloog
- Gerard Palts (1982), zanger
- Arja Peters (1925-1996), schrijfster

### R
- Jérôme Reehuis (1939-2013), acteur
- Jack Rosendaal (1973), atleet
- Bart Rouwenhorst (1970), kunstschilder
- Arnold van Ruler (1908-1970), theoloog

### S

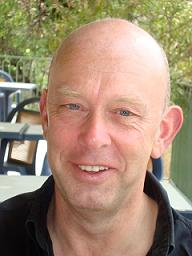
Ed Starink

- Leo Samama (1951), componist en musicoloog
- Mark Schenning (1970), voetballer
- Kees Schilperoort (1917-1999), radio- en tv-presentator
- Martin Schouten (1938), schrijver
- Bert Schreuder (1929-2021), burgemeester
- Ans Schut (1944), schaatsster
- Susan Schut (2003), volleybalster
- Marianne Seine (1960-2024), actrice en regisseur
- Wim Simons (1926-2005), schrijver, journalist en uitgever
- Boele Staal (1947), politiefunctionaris, politicus en bestuurder
- F. Starik (1958-2018), dichter
- Ed Starink (1952), componist en muziekproducent
- Govert Steen (1917-1942),  Engelandvaarder en jachtvlieger
- Maria Stiegelis (1944), actrice
- Jaantje Struik (1848-1908) oplichtster
- Edward Sturing (1963), voetballer en voetbaltrainer

### T

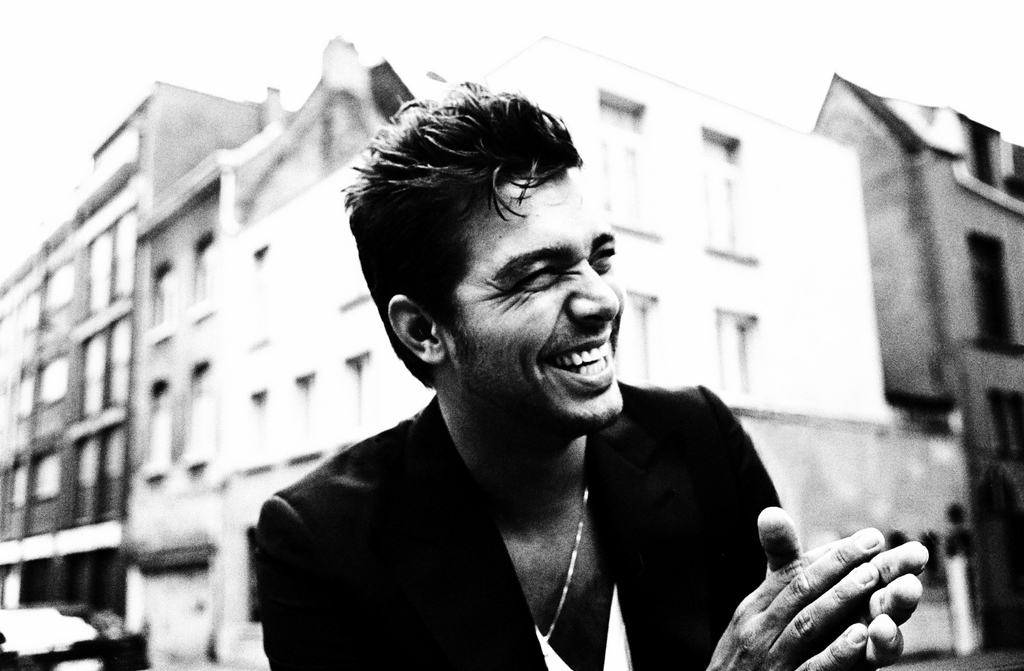
Waylon

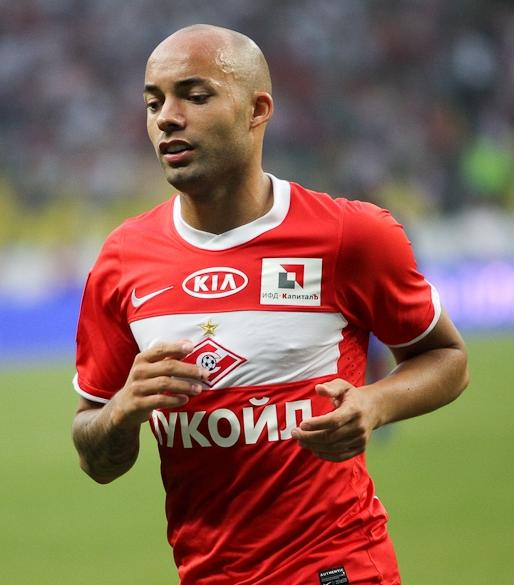
Demy de Zeeuw

- Meinarda van Terwisga (1919-1987), verzetsstrijder
- Ronnie Tober (1945), zanger
- Paul Toes (1985), rolstoelbasketballer
- Hansen Tomas (1987), zanger
- Jeroen Trommel (1980), volleyballer
- Hannie Tutein Nolthenius (1908-1986), beeldend kunstenares

### V
- Dolf van de Vegte (1952-2019), mediaproducent en omroepdirecteur
- Annemieke Vermeulen (1964), burgemeester

### W
- Marlies Wagendorp (1993), volleybalster
- Jacques Wallage (1946), politicus
- Waylon (1980), zanger
- Henk Wegerif (1888-1963), architect
- Arno Wellens (1978), publicist, schrijver en financieel journalist
- Aleid Wensink (1920-2001), journalist, dichter, essayist en vertaler
- Givan Werkhoven (1997), voetballer
- Pim Wessels (1991), acteur
- Sterre van Woudenberg (2000), actrice

### Y
- Uğur Yıldırım (1982), voetballer
- Yrrah (1932-1996), cartoonist

### Z
- Demy de Zeeuw (1983), voetballer
- Jan Zindel (1928-2014), radioverslaggever
- Henk van Zuiden (1951), dichter

## Woonachtig geweest in Apeldoorn
- Hendrikus Jacobus Gorter (1874-1918), wielrenner, schaatser en schaatsenfabrikant
- Renate Limbach (1971-2006), schaakster en onderwijskundige
- Anton Pannekoek (1873-1960), sterrenkundige en socialist
- Henk Pleket (1937-2011), zanger
- Wilhelm Röntgen (1845-1923), natuurkundige
- Theun de Vries (1907-2005), schrijver, dichter en hoorspelschrijver
- Karst Tates (1971-2009), aanslagpleger Aanslag op Koninginnedag 2009
- Reint Withaar (1928-2015), kunstschilder

## Overleden in Apeldoorn
- Rogier van Aerde (1917-2007), schrijver en journalist
- Thijs Booy (1923-2003), secretaris van prinses Wilhelmina en auteur
- Pieter Feitsma (1895-1969), politicus
- Gerrit Fikkert (1911-2008), jurist en politicus
- Coenradus Geerlings (1865-1951), schrijver van het Gelders volkslied
- Jan van Genderen (1923-2004), hoogleraar, theoloog en predikant
- Topy Glerum (1912-1977), zangeres
- Corrie Hafkamp (1929-2020), kinderboekenschrijfster
- Gabriel Hanedoes (1869-1953), landschapsschilder en glasschilder
- Dolf Kloek (1916-2012), schrijver van streekromans
- Willem Kremer (1896-1985), hoogleraar en predikant
- Berend Jakob Oosterhoff (1915-1996), theoloog en hoogleraar
- Arja Peters (1925-1996), schrijfster
- Henk Pleket (1937-2011), zanger
- Pieter A. Scheen (1916-2003), kunsthandelaar en schrijver
- Will Simon (1929-2017), journalist, regisseur, eindredacteur en televisiepresentator
- Sitor Situmorang (1924-2014), Indonesisch journalist, schrijver en dichter
- Kyle Smith (ca.1920-1944), Amerikaans tweede luitenant en gevechtspiloot
- Willem van 't Spijker (1926-2021), predikant en theoloog
- Tirza Verrips (1945-2023), beeldhouwer en installatiekunstenaar
- Nico Jan Wijsman (1948-2006), politicus
- Henriëtte Wijthoff (1861-1949), tekstdichter en schrijfster